# Fritz Jürgen Urbach
Fritz Jürgen Urbach (* 1959) ist ein Brigadegeneral a. D. des Heeres der Bundeswehr. In seiner letzten Verwendung war er Military Advisor in der Delegation der Europäischen Union in den Vereinigten Staaten in den Vereinigten Staaten mit Dienstort Washington, D.C. sowie Nebenakkreditierung für Kanada.

## Militärische Laufbahn
Urbach trat im Jahr 1977 mit 18 Jahren in die Bundeswehr ein. In den 1980er Jahren war er Zugführer und Kompaniechef der 2. Kompanie des Panzergrenadierbataillons 82 in Lüneburg. Nach der deutschen und französischen Generalstabsausbildung hatte er verschiedene Verwendungen, unter anderem als Bataillonskommandeur in der Fallschirmjägertruppe.
Vom 1. Juni 2003 bis zum 21. August 2005 war Urbach, zuletzt im Dienstgrad Oberst, Kommandeur Ausbildungszentrum Spezielle Operationen in Pfullendorf. Dieses ging zum 1. April 2003 durch Umgliederung und Umbenennung aus der „Internationalen Fernspähschule“ hervor. Urbach war 2010 Kommandeur des Provincial Reconstruction Team (PRT) Faizabad in Afghanistan. Nach Verwendungen als Kommandeur des Kommandos zur Führung von Spezialkräften, im NATO Special Operations Headquarters und in der Politischen Abteilung des Verteidigungsministeriums war er Gruppenleiter EU beim Deutschen Militärischen Vertreter im Militärausschuss der NATO und bei der Europäischen Union in Brüssel. Im Januar 2020 wurde er „Military Advisor“ der Delegation der Europäischen Union in den Vereinigten Staaten und Kanada in Washington, D.C.; auf diesem Dienstposten wurde er zum Brigadegeneral befördert. Urbach war der erste Military Advisor, faktisch ein Militärattaché, der EU bei den USA und Kanada. Im Februar 2023 wurde er in den Ruhestand versetzt.

## Privates
Urbach ist verheiratet, hat drei Kinder und stammt aus Kehl am Rhein.